# Enric Palomar
Pour les articles homonymes, voir Palomar.
Enric Palomar, né à Badalone (Catalogne) en 1964, est un compositeur catalan.

## Biographie
Il a étudié au Conservatoire de Barcelone et a approfondi sa formation auprès de Benet Casablancas et Joan Albert Amargós. Accessit au X Concours de Composition organisé par le Gouvernement Catalan avec Interludio Alegórico (Hommage à Claude Debussy). Il a écrit de nombreuses œuvres de musique de chambre pour diverses formations et pour solistes, parmi lesquelles des opéras. Ruleta, sur un livret de Anna Maria Moix et Rafael Sender, a été créé en 1998 au Mercat de les Flors à Barcelone. Juana, basé sur la vie de Jeanne de Castille, sur un livret de Rebecca Simpson, a été créé en 2005 à l’Opéra de Halle en Allemagne avant d’être représenté au Teatre Romea, Barcelone, et au Staatstheater de Darmstadt, Allemagne.
Le Gran Teatre del Liceu lui a commandé la composition de l’opéra La Cabeza del Bautista, basé sur l’œuvre homonyme de Valle-Inclán, avec lequel il débutera à l’Opéra de Barcelone le 20 avril 2009.
En 2011, il présente aussi pour la première fois "Berecoles" et son premier Concerto pour Piano (avec Ivan Martin comme pianiste) à l'Auditori de Barcelone. 
Il est également proche du monde du jazz et de la musique populaire, en particulier du flamenco, domaines dans lesquels il a développé une intense activité en tant que compositeur, arrangeur et directeur musical. On peut signaler, entre autres, ses œuvres Lorca au piano, suite gitane pour quatre pianos, percussion, voix (lyriques et flamenco) et danse, ainsi que sa composition Poèmes de l'exil pour laquelle il a mis en musique cette œuvre de Rafael Alberti, interprétée par le chanteur Miguel Poveda. Ce travail a été récompensé par le Prix de la Ville de Barcelone 2004.
Il est actuellement Directeur Artistique du Taller de Músics de Barcelone.